# Kowalewo Pomorskie (gmina)
Kowalewo Pomorskie (do końca 1991 gmina Kowalewo) – gmina miejsko-wiejska w województwie kujawsko-pomorskim, w powiecie golubsko-dobrzyńskim. W latach 1975–1998 gmina położona była w województwie toruńskim.
Siedzibą gminy jest Kowalewo Pomorskie.
Według danych z 30 czerwca 2004 gminę zamieszkiwało 11 396 osób.

## Struktura powierzchni
Według danych z roku 2005 gmina Kowalewo Pomorskie ma obszar 141,39 km², w tym:
- użytki rolne: 85%
- użytki leśne: 6%

Gmina stanowi 23,07% powierzchni powiatu.

## Demografia

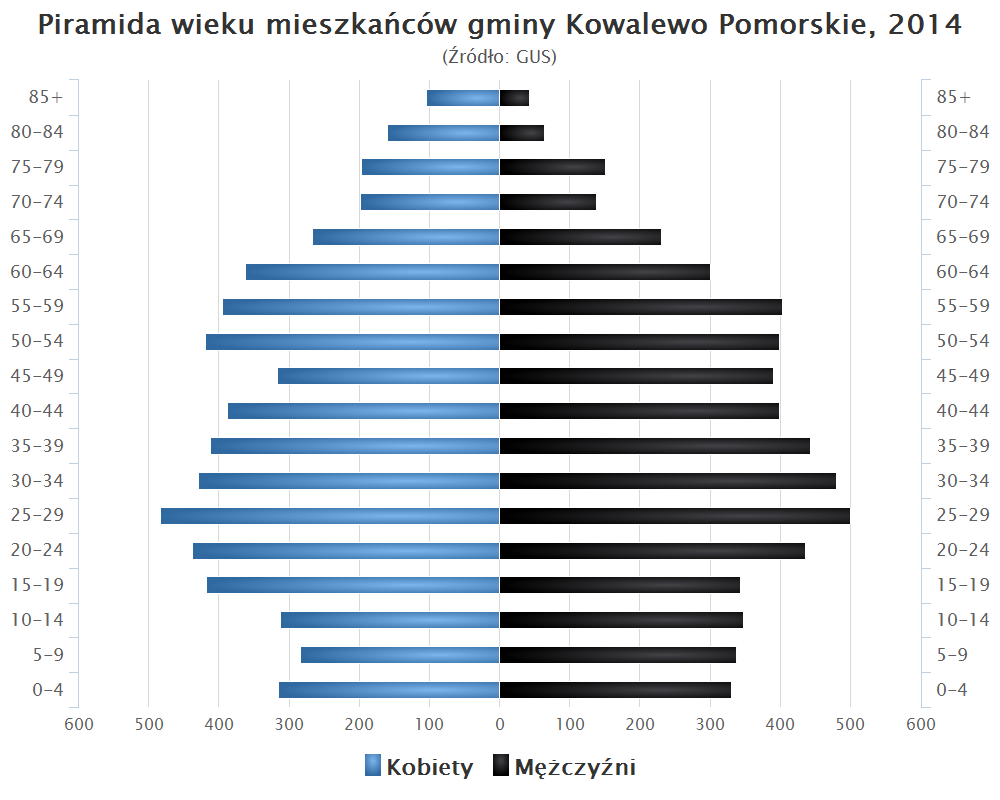
Piramida wieku mieszkańców gminy Kowalewo Pomorskie w 2014 roku

Dane z 30 czerwca 2004:
| Opis                              | Ogółem | Ogółem | Kobiety | Kobiety | Mężczyźni | Mężczyźni |
| --------------------------------- | ------ | ------ | ------- | ------- | --------- | --------- |
| jednostka                         | osób   | %      | osób    | %       | osób      | %         |
| populacja                         | 11 396 | 100    | 5791    | 50,8    | 5605      | 49,2      |
| gęstość zaludnienia (mieszk./km²) | 80,6   | 80,6   | 41      | 41      | 39,6      | 39,6      |

## Zabytki
Wykaz zarejestrowanych zabytków nieruchomych na terenie gminy:
- kościół parafii pod wezwaniem św. Bartłomieja z początku XIV w. w miejscowości Chełmonie, nr A/363 z 22.03.1930 roku
- kościół parafii pod wezwaniem św. Mikołaja z przełomu XIV/XV w. w Kowalewie Pomorskim, nr A/365 z 19.03.1930 roku
- ruiny zamku z lat 1280-1300 w Kowalewie Pomorskim, nr A/150/66 z 18.10.1934 roku
- mury miejskie z XIV w. w Kowalewie Pomorskim, nr A/145/63 z 18.10.1934 roku
- zajazd, obecnie Urząd Miasta z 1912 roku przy ul. Plac Wolności 1 w Kowalewie Pomorskim, nr A/678 z 03.06.1996 roku
- młyn wodny z 1929 roku w miejscowości Krupka, nr A/1509 z 29.09.1980 roku
- zespół pałacowy z połowy XIX w. w Piątkowie, obejmujący: pałac z 1863; oficynę (dom mieszkalny dla służby); park, nr A/658/1-3 z 20.10.1994 roku
- kościół parafii pod wezwaniem św. Jana Chrzciciela z XIV w. w Pluskowęsach, nr A/362 z 22.04.1930 roku
- zespół dworski z końca XIX w. w Pluskowęsach, obejmujący: dwór i park, nr A/910/1-2
- kościół parafii pod wezwaniem Matki Bożej Śnieżnej z XIV w. w Srebrnikach, nr A/351 z 13.07.1936 roku
- zespół dworski z drugiej połowy XIX w. w Szychowie, obejmujący: dwór z 1890 (nr 346 z 21.02.1980); park (nr 456 z 26.11.1984)
- kościół parafii pod wezwaniem śś. Katarzyny i Małgorzaty z przełomu XIII/XIV w. w Wielkiej Łące, nr A/254 z 07.07.1980 roku.

## Sołectwa
Bielsk, Borówno, Chełmonie, Chełmoniec, Elzanowo, Frydrychowo, Kiełpiny, Lipienica, Mariany, Mlewiec, Mlewo, Napole, Nowy Dwór, Pluskowęsy, Pruska Łąka, Sierakowo, Srebrniki, Szewa, Szychowo, Wielka Łąka, Wielkie Rychnowo, Zapluskowęsy.

## Pozostałe miejscowości
Borek, Dylewo, Gapa, Józefat, Lądy, Martyniec, Otoruda, Piątkowo, Podborek.

## Sąsiednie gminy
Chełmża, Ciechocin, Dębowa Łąka, Golub-Dobrzyń, Lubicz, Łysomice, Ryńsk